# Metleucauge eldorado
Espèce
Metleucauge eldorado est une espèce d'araignées aranéomorphes de la famille des Tetragnathidae.

## Distribution
Cette espèce est endémique de Californie aux États-Unis,.

## Description
La femelle holotype mesure 9,4 mmet le mâle paratype 9,0 mm. Les mâles mesurent de 7,8 à 11,7 mm et les femelles de 8,8 à 11,3 mm.

## Étymologie
Son nom d'espèce lui a été donné en référence au lieu de sa découverte, le comté d'El Dorado.

## Publication originale
- Levi, 1980 : The orb-weaver genus Mecynogea, the subfamily Metinae and the genera Pachygnatha, Glenognatha and Azilia of the subfamily Tetragnathinae north of Mexico (Araneae: Araneidae). Bulletin of the Museum of Comparative Zoology at Harvard College, vol. 149, p. 1-74 (texte intégral).